# Gymnochiromyia seminitens
Gymnochiromyia seminitens är en tvåvingeart som beskrevs av Friedrich Georg Hendel 1933. Gymnochiromyia seminitens ingår i släktet Gymnochiromyia och familjen gulflugor. Inga underarter finns listade i Catalogue of Life.